# Панкова Мілла Аврамівна
Міла Аврамівна Панкова — український режисер монтажу. Член Національної Спілки кінематографістів України.

## Життєпис
Народ. 26 липня 1946 р. в Києві в родині військовослужбовця. Закінчила Київський інститут іноземних мов (1969).
Працювала режисером з монтажу на студії «Київнаукфільм» (стрічки: «Комп'ютер і Загадка Леонардо», «Важкі діти», «Слов' янский детектив» та ін.) 
З 1995 р. — режисер телекомпанії «Центр». 
Автор і режисер програми «Тема з варіаціями».
Почесний член журі Міжнародний фестиваль православного кіно «Покров».